# Incident du sous-marin de Sokcho de 1998
 (mars 2020).
Si vous disposez d'ouvrages ou d'articles de référence ou si vous connaissez des sites web de qualité traitant du thème abordé ici, merci de compléter l'article en donnant les références utiles à sa vérifiabilité et en les liant à la section « Notes et références ».
L'incident du sous-marin de Sokcho de 1998 s'est produit le 22 juin 1998 au large de la ville sud-coréenne de Sokcho.

## Déroulement
Le 22 juin 1998, un sous-marin nord-coréen de classe Yugo s'est empêtré dans un filet de pêche dans les eaux sud-coréennes à environ 18 km à l'est du port de Sokcho et à 33 km au sud de la frontière intercoréenne. Un bateau de pêche sud-coréen a observé plusieurs membres d'équipage du sous-marin tentant de démêler le sous-marin du filet de pêche. Le bateau de pêche a averti la marine sud-coréenne et une corvette a remorqué le sous-marin avec l'équipage toujours à l'intérieur jusqu'à une base navale du port de Donghae. Le sous-marin a coulé pendant qu'il était remorqué dans le port, peut-être à la suite de dommages ou d'un sabordage délibéré par l'équipage.
Le 23 juin, l'agence centrale de presse nord-coréenne a reconnu qu'un sous-marin avait été perdu dans un accident d'entraînement.
Le 25 juin, le sous-marin a été récupéré à une profondeur d'environ 30 m et les corps de neuf membres d'équipage ont été retrouvés. Cinq marins ont apparemment été assassinés tandis que quatre agents se sont apparemment suicidés. La présence de boissons sud-coréennes suggère que l'équipage avait terminé une mission d'espionnage. Les journaux de bord trouvés dans le sous-marin ont montré qu'il avait infiltré les eaux sud-coréennes à plusieurs reprises.
Les corps des membres de l'équipage des sous-marins ont ensuite été enterrés au cimetière des soldats nord-coréens et chinois (en).